# Carl Eldh
Carl Eldh, né le 10 mai 1873 à Östhammar et mort le 26 janvier 1954 à Stockholm, est un artiste et un sculpteur suédois.

## Biographie
Issu d'une famille très modeste d'Upland, son père était forgeron, Carl Eldh est reçu aux Beaux-Arts de Stockholm en 1892. Puis, il part à Paris étudier la sculpture à l'Académie Colarossi (1897-1904) où il est élève de Jean-Antoine Injalbert et de Philippe-Laurent Roland et est très inspiré par le travail d'Auguste Rodin.
En 1900, il représente la Suède à l'Exposition universelle de 1900 de Paris avec La Virginité. Il participe aussi cette année(là au Salon des artistes français où il obtient une mention honorable puis une médaille de 3e classe en 1902 pour ses œuvres Le Chagrin d'une mère et Linnéa.
Il prend part en 1929 à l'Exposition d'art suédois organisée au Musée du Jeu-de-Paume où il présente les œuvres Jeunesse, Auguste Strindberg et Jeune fille assise (bronze).
Peu après son retour en Suède, il épouse Elise Persson dont il a une fille, Brita.
Le style de Eldh devient de plus en plus réaliste. Les sculptures monumentales d'August Strindberg, de Gustaf Fröding et d'Ernst Josephson dans les jardins de l'hôtel de ville de Stockholm en témoignent.
Tout au long de sa vie, il restera très proche du mouvement ouvrier. Son œuvre la plus marquante est le Monument Branting (en), hommage à Hjalmar Branting, leader du parti social-démocrate et Premier ministre suédois à trois reprises. Ce monument est situé place Norra Bantorget à Stockholm.
Carl Eldh participa aux compétitions artistiques des Jeux olympiques d'été de 1932.
Après sa mort, son atelier situé dans le parc Bellevue devient un musée.

## Galerie

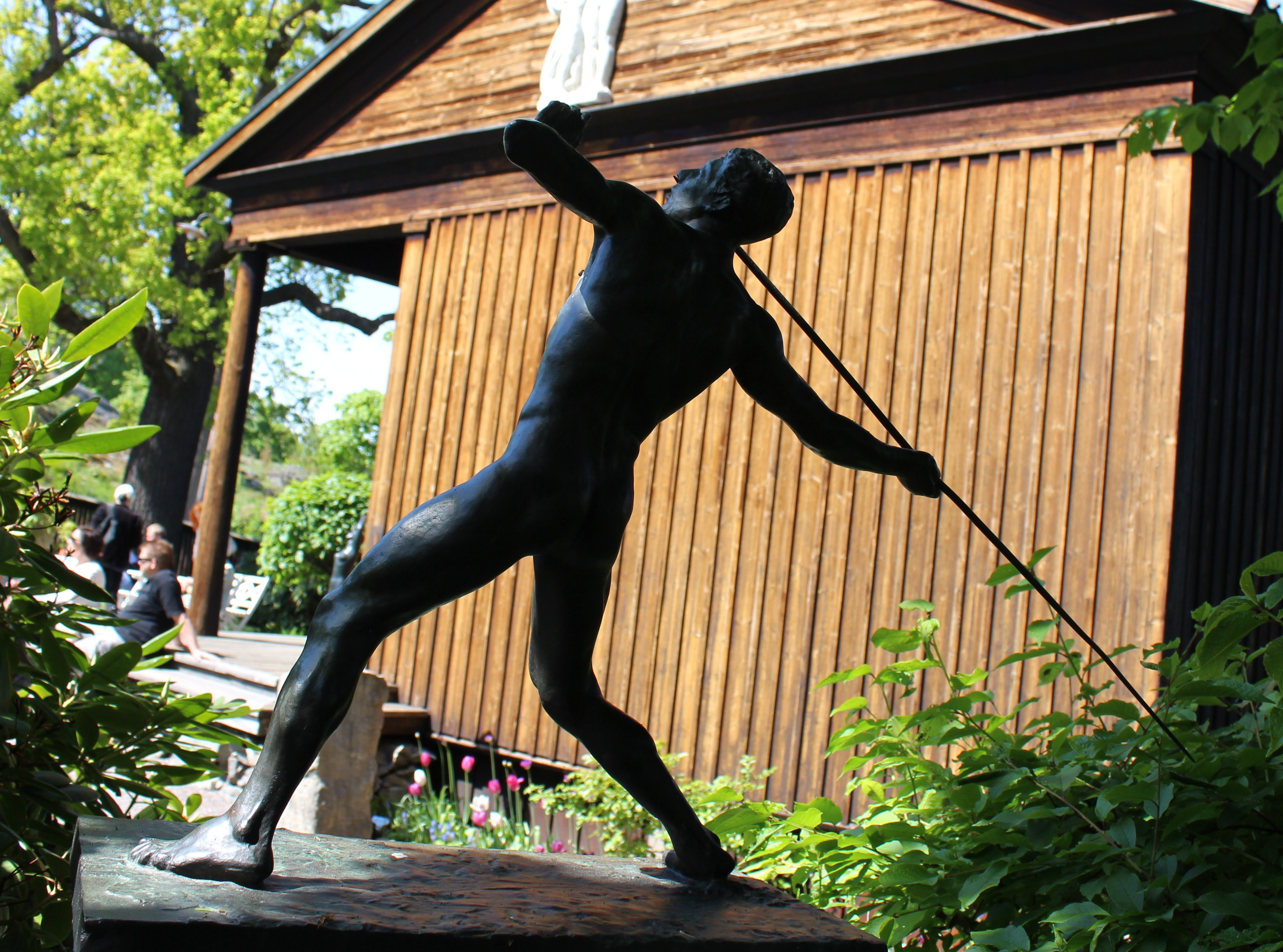
Lanceur du javelot
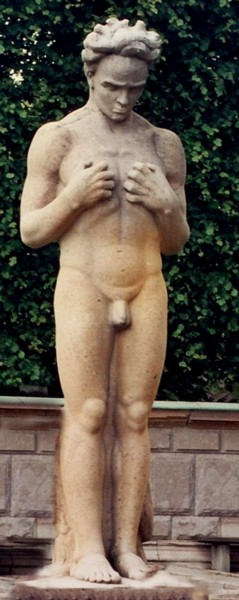
Strindberg
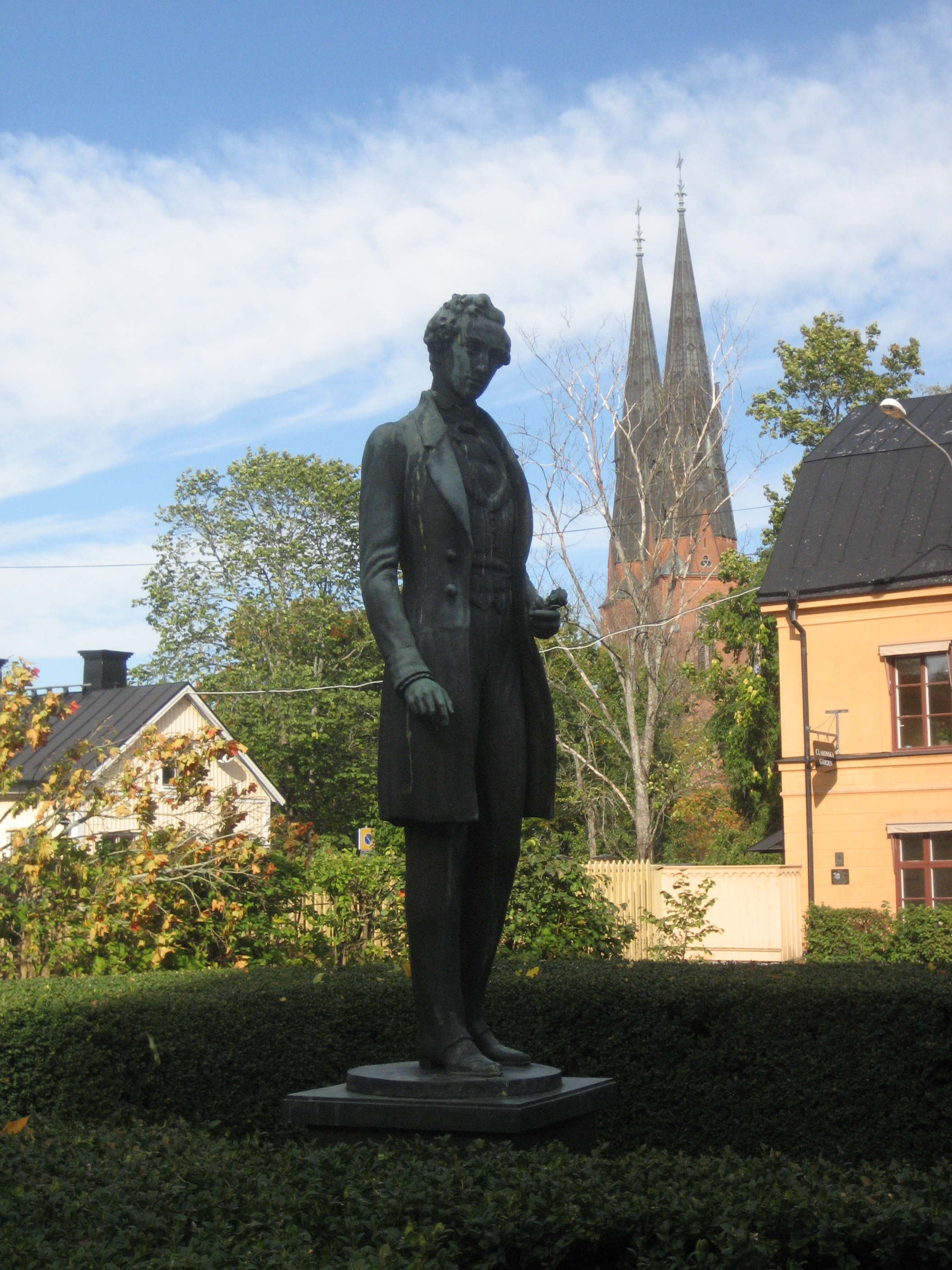
Gustave de Suède
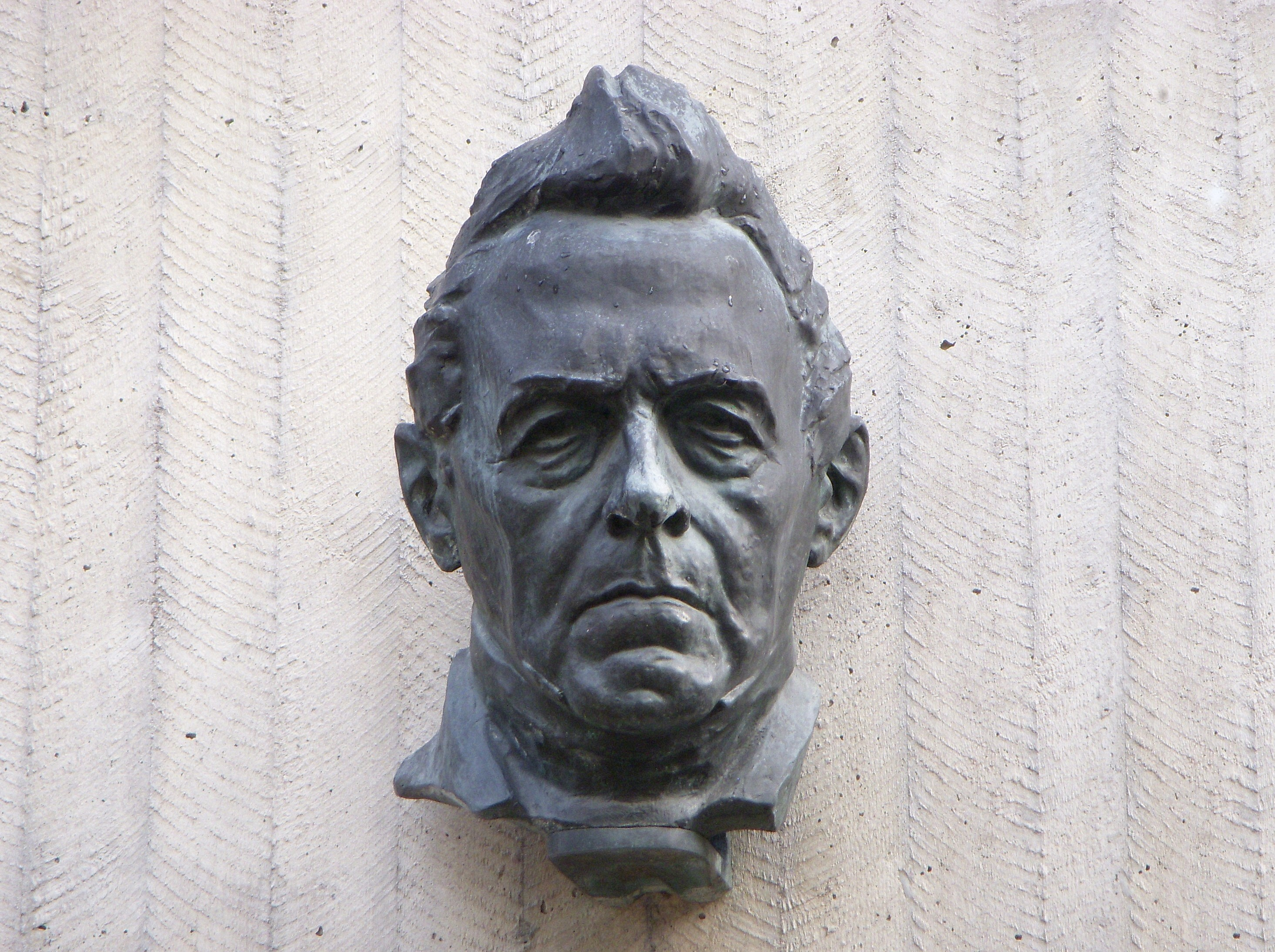
Franz Berwald